# Stadion Nizjni Novgorod
Het stadion Nizjni Novogord (Russisch: Футбольный стадион в Нижнем Новгороде) is een voetbalstadion in de Russische stad Nizjni Novgorod. Het is gebouwd tussen 2001 en 2005 en herbouwd in 2008 voor de wereldkampioenschappen voetbal van 2018. Het verving het Lokomotivstadion voor de thuiswedstrijden van Volga Nizjni Novgorod.

## Wereldkampioenschap voetbal 2018
| Datum        | Tijd          | Thuisteam   | Uitslag          | Uitteam    | Competitie         | Toeschouwers | Onderlingsresultaat |
| ------------ | ------------- | ----------- | ---------------- | ---------- | ------------------ | ------------ | ------------------- |
| 18 juni 2018 | 15:00 (UTC+3) | Zweden      | 1 – 0            | Zuid-Korea | Groepsfase poule F | 42.300       | onderlingsresultaat |
| 21 juni 2018 | 21:00 (UTC+3) | Argentinië  | 0 – 3            | Kroatië    | Groepsfase poule D | 43.319       | onderlingsresultaat |
| 24 juni 2018 | 15:00 (UTC+3) | Engeland    | 6 – 1            | Panama     | Groepsfase poule G | 43.319       | onderlingsresultaat |
| 27 juni 2018 | 21:00 (UTC+3) | Zwitserland | 2 – 2            | Costa Rica | Groepsfase poule E | 43.319       | onderlingsresultaat |
| 1 juli 2018  | 21:00 (UTC+3) | Kroatië     | 1 – 1 (3–2 pen.) | Denemarken | Achtste finale     | 40.851       | onderlingsresultaat |
| 6 juli 2018  | 17:00 (UTC+3) | Uruguay     | 0 – 2            | Frankrijk  | Kwartfinale        | 43.419       | onderlingsresultaat |